# Francisco Gonçalves Carneiro
Francisco Gonçalves Carneiro (Chaves, 20 de Julho de 1915-Chaves,1975), filho de Francisco Gonçalves Carneiro e de Maria Adelaide Alves Carneiro, foi um advogado, museólogo e escritor português.
Fez os estudos secundários no Colégio de Lamego, Liceu de Chaves e Vila Real, onde foi Director do «O Académico». Matriculou-se na faculdade de Direito da Universidade de Coimbra que frequentou até ao II ano e assumiu a presidência da Direcção do Orfeon Académico de Coimbra, tendo concluído os III, IV, e V anos na faculdade de Direito da Universidade de Lisboa, onde se licenciou a 20 de Julho de 1939. Exerceu advocacia em Chaves até ao seu falecimento em 1975.
Homem de cultura e interessado por assuntos de História e Arqueologia, publicou alguns livros de história local e contos. Dedicou particular atenção à instalação e organização do Museu da Região Flaviense, sendo homenageado a titulo póstumo com uma lápide evocativa da sua obra. 
Foi atribuído também o seu nome à Escola Básica Dr. Francisco Gonçalves Carneiro, em Chaves.
Foi ainda atribuído o seu nome a uma rua na cidade de Chaves.

## Livros
- Chaves, cidade heróica,[4][5]
- A Igreja de Santa Maria Maior, Editora Pax, Braga 1974.[6][7]
- Malícia de amor, Contos Sentimentais da Editorial Nobel, Março 1945
- Temas Flavienses[8][7]